# Osthelderiella amardiana
Osthelderiella amardiana är en fjärilsart som beskrevs av Obraztsov 1961. Osthelderiella amardiana ingår i släktet Osthelderiella och familjen vecklare. Inga underarter finns listade i Catalogue of Life.